# Listă de filme moldovenești
Aceasta este o listă de filme moldovenești sau realizate/traduse în Republica Moldova sau RSS Moldovenească:

## A
- ru Andrieș (1954), Serghei Paradjanov
- Afacerea Est, 2016, regizat de Igor Cobileanski
- Alexandra, 2021, regia Violeta Gorgos, productie OWH Studio.

## B
- Bărbații încărunțesc de tineri (1974)
- Beautiful Corruption, realizat în 2018 în regia lui Eugen Damaschin

## C
- Carbon (2022)
- Călătorie de nuntă (1982)
- Ce zici? (2021) regia Ioana Vatamanu-Margineanu, productie OWH Studio.
- Codrii (serial, 1991)
- Comedii de scurt metraj (2006)
- Chișinău – o capitală europeană (2012)[1], regia Leontina Vatamanu, productie OWH Studio
- Cine arvonește, acela plătește (1989), Gheorghe Urschi
- Culorile, realizat în 2013 de Atelierul Sergiu Prodan în regia Vioricăi Meșină
- Ce lume minunată, 2014, realizat de în regia lui Anatol Durbală, produs de YOUBESC FILM și Sergiu Cumatrenco Jr.[2]

## D
- Dănilă Prepeleac (1996)
- Dimitrie Cantemir (film sovietic)
- Dor de Ion Vatamanu, 2007, regia Leontina Vatamanu, productie OWH Studio

## I
- ru Iepurele (2006), Tigran Keosayan
- Între cer și pământ (1975)

## EF
- Eu Geniu Cioclea, 2018, regie Violeta Gorgos, productie OWH Studio
- ru Femeia în alb (1981), Vadim Derbeniov

## G
- Grădina Sovietică (2019), regie Dragoș Turea
- Golgota Basarabiei (2010)
- Greșeala Lui Tony Wendis (1981), Vasile Brescanu

## L
- La portile Satanei
- Lăutarii (1971)
- La Pensie 2021, regia Radu Dumitru Zaporojan, productie OWH Studio

## M
- Magicul Folc (1990)
- Melodii nistrene (1974)
- Meșterul Manole (Telefilm-Chișinău, 1990)
- Moș Ion în Cosmos (1993)
- Moldova 89-91, despre independența Moldovei, realizat de regizorul Eugen Damaschin și producătoarea Anastasia Primov

## N
- Nuntă în Basarabia (2009)[3]regie Nap Toader, Productie Mediana Communication (RO)  &  OWH Studio (MD)
- Nuntă la palat (1979)
- Nicolae Simatoc, 2017, regie Violeta Gorgos, productie OWH Studio

## P
- Patul lui Procust (2001), Viorica Mesina, Sergiu Prodan
- Plictis și inspirație (2007)
- Polobocul (s/m, 1991)
- Povârnișul (1970)
- Povestea lui Făt-Frumos (1977)

## R
- Rabdă, inimă, și taci (2006)

## S
- Sașa, Grișa și Ion (2006), film scurt de Igor Cobileanski[4]
- Se caută un paznic (1967)
- Șoseaua (s/m, 1981)
- Strada felinarelor stinse (1990)
- Siberia din oase, 2019, Regie Leontina Vatamanu, productie OWH Studio
- Salix Caprea, 2018, regia Valeriu Andriuta, productie OWH Studio

## T
- Tălpile verzi (s/m, 1987)
- Tunul de lemn (1986), Vasile Brescanu
- Te iubesc Ion si Doina, 2014, regie Leontina Vatamanu, productie OWH Studio

## U
- Unde ești, iubire? (1980)
- Un autobuz în ploaie (1986)

## V
- ru Vara ostașului Dedov (1971), Gheorghe Voda
- Văleu, văleu, nu turna! (1991), Gheorghe Urschi

## W
- ro Werner Gruber (2019), Igor Sadovski